# 337 Devosa
337 Devosa è un asteroide della fascia principale del diametro medio di circa 59,11 km. Scoperto nel 1892, presenta un'orbita caratterizzata da un semiasse maggiore pari a 2,3830758 UA e da un'eccentricità di 0,1385892, inclinata di 7,84994° rispetto all'eclittica.
L'origine del suo nome è sconosciuta.